# 達妮艾拉·西莉華絲
達妮艾拉·西莉華絲（羅馬尼亞語：Viorca Daniela Silivaş-Harper，1972年5月9日—）是羅馬尼亞的前競技體操選手，曾在1988年漢城奧運的6項體操競技當中，取得3面金牌、2面銀牌、1面銅牌的佳績。
西莉華絲從6歲開始學習體操，8歲（1980年）起就在羅馬尼亞的青少年比賽中嶄露頭角，12歲（1984年）便代表羅馬尼亞參加了各項國際青少年體操比賽，成績斐然。
此後，羅馬尼亞體操協會將西莉華絲的出生年由1972年改為1970年，並將她列為1985年蒙特婁世界競技體操錦標賽的參賽選手，以符合體操選手年齡不得低於15歲的規定。當年只有13歲的西莉華絲，在平衡木的比賽中擊敗了各國好手（包含1984年洛杉磯奧運金牌得主，同為羅馬尼亞的埃卡特琳娜·绍博），拿到了10分滿分的成績，榮獲了該項目的金牌。
兩年後（1987年）的鹿特丹世界體操錦標賽，羅馬尼亞在西莉華絲與奥雷利娅·多布雷的帶領下，擊敗了強敵蘇聯，拿下了團體賽的金牌，多布蕾在該次大會中拿下了個人全能的金牌，而西莉華絲也在平衡木與自由體操的項目中為羅馬尼亞奪下了兩面金牌。
隔年（1988年）的漢城奧運，可說是西莉華絲體操生涯的頂點。尤其在個人全能的競賽中，她與蘇聯叶琳娜·舒舒诺娃的對決，可以說是世上最精彩的體操對決之一，兩人在各自擅長的項目當中都取得了滿分的佳績，但西莉華絲因為在決賽的跳馬項目落後了舒舒諾娃0.025分，最後只得到了銀牌。
但在隨後進行的個人單項競賽，西莉華絲充分展現了個人精湛的體操技術，在高低槓、自由體操及平衡木三個項目拿下了金牌，跳馬項目則拿下銅牌。連同之前團體競賽的銀牌，西莉華絲在女子競技體操全部6個項目中，拿下了3面金牌、2面銀牌、1面銅牌，成為了該屆奧運唯一在同一運動項目中全數得牌的選手。
1989年，西莉華絲在膝蓋受傷的狀況下，仍然參加了當年在司圖加特舉辦的世界體操錦標賽，並拿下了3面金牌及1面銀牌。同年，西莉華絲接受了膝蓋的手術，但隨著羅馬尼亞革命的興起，國家訓練中心也遭到了關閉，1990年，西莉華絲宣布退休。
退休後的西莉華絲，接受了美國的邀請，於1991年赴美擔任體操教練的工作。2002年，西莉華絲入選了國際體操名人堂，也由於當年羅馬尼亞政府虛報年齡事件，使得她成為了「最年輕體操選手」的紀錄保持者.。